# داربيد علياكبر (مقاطعة غيلانغرب)
داربيد علياكبر (بالفارسية: داربید علیاکبر) هي قرية تقع في قسم ويجنان الريفي في إيران. يقدر عدد سكانها بـ 21 نسمة .